# باول جونز (مقاتل)
باول جونز (بالإنجليزية: Paul Jones)‏ هو فنان قتال مختلط أمريكي، ولد في 10 فبراير 1963.

## وصلات خارجية
- بول جونز على موقع يو إف سي (الإنجليزية)
- بول جونز على موقع شيردوغ (الإنجليزية)
- بول جونز على موقع IMDb (الإنجليزية)